# Diecezja sisacka
Diecezja sisacka (łac. Dioecesis Sisciensis) – diecezja Kościoła rzymskokatolickiego w Chorwacji. Należy do metropolii zagrzebskiej. Została erygowana 5 grudnia 2009 roku.

## Podział administracyjny diecezji
- archidiakonat katedralni
  - dekanat sisačko-katedralni
  - dekanat pokupsko-vukomerički
  - dekanat sisačko-pešćenički
- archidiakonat gorsko-zrinski
  - dekanat dubičko-kostajnički
  - dekanat glinski
  - dekanat petrinjski
- archidiakonat moslavački
  - dekanat ivaničgradski
  - dekanat kutinski